# Листоноша (роман Бріна)
«Листоноша» (англ. The Postman) — науково-фантастичний роман  американського письменника Дейвіда Бріна, виданий в  1985 році. У 1986 році роман був удостоєний премії « Локус». Книга неодноразово перевидавалася англійською.
1997 був екранізований Кевіном Костнером, екранізація була достатньо вдалою, проте в прокаті великого успіху не мала.

## Сюжет
У романі описується постапокаліптична Земля — за 16 років до початку роману відбулася війна з застосуванням  ядерної зброї. Головний герой роману, Гордон Кранц, який називає себе Листоношею, стає лідером, навколо якого американська цивілізація починає відродження з Пост'ядерних руїн. Кранц намагається налагодити зв'язки між роз'єднаними поселеннями. Але при цьому йому доводиться боротися проти банд холністів — об'єднань пропащих головорізів, послідовників Нейтана Голна, який проповідував жорстокий феодальний елітаризм.
В основі роману лежать 2 повісті —  Листоноша (1982) і  Циклоп (1984), які Брін переробив в роман, який вперше був опублікований в листопаді 1985 року. Однойменна повість номінувалася на премію Г'юго-1985. Роман номінувався на всі чотири головні премії з фантастики в США, проте отримав в 1986 році тільки премію «Локус» та Меморіальну премію імені Джона Кемпбелла.

## Нагороди та номінації
- Номінований на премію «Неб'юла» за найкращий роман: 1985 рік
- Номінований на премію «Г'юго»  за найкращий роман: 1986 рік
- Премія «Локус» за найкращий науково-фантастичний роман: 1986 рік (переможець)
- Премія «Меморіальна премія імені Джона Кемпбелла» як найкращий науково-фантастичний роман: 1986 рік (переможець)

### Переклади іншими мовами
- болгарською: «Пощальон'т», 1998..
- угорською: «A jövő hírnöke», 1998..
- іспанською: «El Cartero», 1998, 2008.
- італійською: «L'uomo del giorno dopo», 1987.
- німецькою: «Gordons Berufung», 1989.
- турецькою: «Postacı», 1998..
- японською: «"ポ ス ト マ ン"», 1988, 1998..

## Екранізації
- 1997 рік:  Листоноша (сценарист — Браян Гелгеленд, режисер Кевін Костнер)